# Waga (bateau)
Pour les articles homonymes, voir waka et Waga (homonymie).
 (février 2023).
Waga ou waga parai est le terme générique désignant les pirogues à balancier traditionnelles, utilisées sur les Îles Trobriand sur la côte Est de Nouvelle-Guinée, à double coque et voile austronésienne. On distingue, divers sous-type de waga, du plus petit au plus grand : Kekwaboda, Kemolu, Ligataya, Masawa, Mesolaki, Nagega. Certains de ces voiliers sont utilisés pour la kula, un voyage commercial traditionnel.
Ce terme désigne aussi localement tout type de véhicules à l'exception des avions, les bateaux étant nommés plus spécifiquement waga parai.